# Maxillicosta scabriceps
Maxillicosta scabriceps är en fiskart som beskrevs av Whitley, 1935. Maxillicosta scabriceps ingår i släktet Maxillicosta och familjen Neosebastidae. Inga underarter finns listade i Catalogue of Life.